# 大胡蒂爾
49°51′42″N 32°6′19″E / 49.86167°N 32.10528°E
大胡蒂爾（烏克蘭語：Великий Хутір）是位於烏克蘭中部的村莊，由切爾卡瑟州佐洛托諾沙區的大胡蒂爾市鎮負責管轄，並為該市鎮的行政中心。該村始建於1622年，面積5.6平方公里，海拔高度118米，2008年人口1,948，人口密度每平方公里347.9人。

## 外部連結
- Погода в Україні（页面存档备份，存于）
- maps.vlasenko.net（页面存档备份，存于）（俄文）

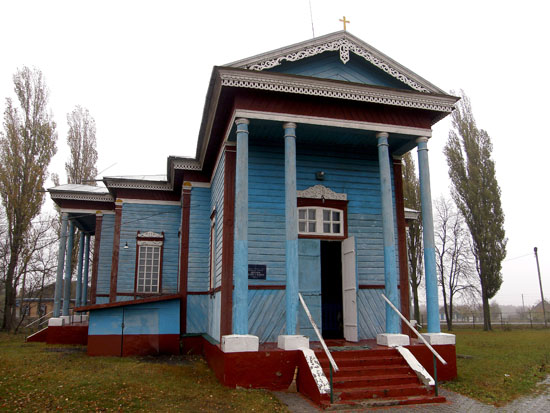
教堂

- Інтернет-сайт села Великий Хутір（页面存档备份，存于）
- Историческая информация о селе Великий Хутор （页面存档备份，存于） （俄文）